# Onosma sieheanum
Onosma sieheanum är en strävbladig växtart som beskrevs av August von Hayek. Onosma sieheanum ingår i släktet Onosma och familjen strävbladiga växter. Inga underarter finns listade i Catalogue of Life.